# Scaptomyza griseola
Scaptomyza griseola – gatunek muchówki z rodziny wywilżnowatych i podrodziny Drosophilinae.
Gatunek ten opisany został w 1847 roku przez Johana Wilhelma Zetterstedta jako Drosophila griseola.
Muchówka o ciele długości około 2 mm. Na głowie para szczecinek orbitalnych skierowanych w tył jest znacznie cieńsza niż ich para skierowana w przód. Czułki mają aristę z wierzchołkowym rozwidleniem i jednym promieniem na spodniej stronie. Wierzchołki głaszczków zaopatrzone są w więcej niż jedną szczecinkę. Tułów ma na szarym śródpleczu co najwyżej słabo zaznaczone brązowe pasy podłużne. Chetotaksję tułowia cechują cztery przedszwowe rzędy szczecinek środkowych grzbietu w przedniej części śródplecza, dwie pary mniej więcej jednakowo długich szczecinek barkowych oraz spośród trzech górnych par szczecinek sternopleuralnych środkowa najkrótsza, a tylna najdłuższa. Użyłkowanie skrzydeł odznacza się żyłką subkostalną bez sierpowatego zakrzywienia za żyłką barkową oraz tylną komórką bazalną zlaną z komórką dyskoidalną. Tylna para odnóży pozbawiona jest silnych szczecinek kolcowatych na krętarzach. Odwłok wyposażony jest w dość krótkie, szerokie i na całej powierzchni bardzo drobno owłosione przysadki odwłokowe. Narządy rozrodcze samca charakteryzują krótkie, grube i równomiernie gęsto rozmieszczone ząbki na brzegach edytów.
Owad znany z Wielkiej Brytanii, Francji, Holandii, Niemiec, Danii, Szwecji, Norwegii, Finlandii, Austrii, Polski, Litwy, Czech, Słowacji, Węgier, Chorwacji, Bośni i Hercegowiny, Rumunii i europejskiej części Rosji.